# Thranes Minde
Thranes Minde var en hvid villa, der omkring år 1900 lå på Sjællandsgade 3 på Nørrebro i København. Villaen bar sit navn efter Hans Thrane, der havde drevet stor reberbane og beskæftiget mange arbejdere på Nørrebro. Hans Thrane var født i 1810 og døde som velhavende mand i 1897. En af hans sønner Ludvig Thrane, født 1838, boede en tid i Thranes Minde sammen med sin yngre hustru Laura Thrane. Ludvig og Laura Thrane ses foreviget i vinduet på et billede af Thranes Minde fra omkring år 1900.